# Linus Torvalds

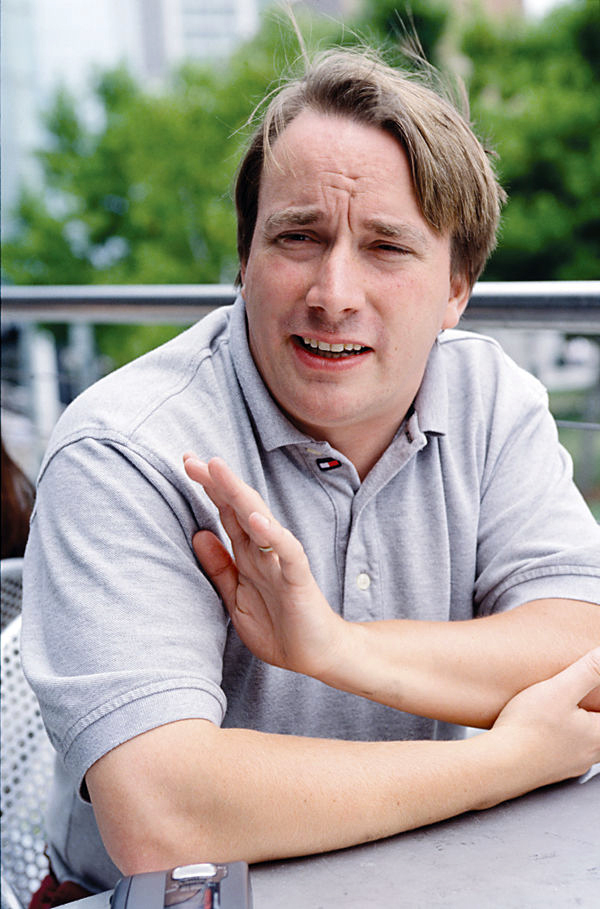
Linus Torvalds v roce 2002

Linus Benedict Torvalds (* 28. prosince 1969) je finsko-americký programátor, známý především zahájením vývoje jádra operačního systému Linux a koordinací projektu až do současnosti.
Při vývoji se Linus inspiroval knihou Operating Systems: Design and Implementation, ve které Andrew Tanenbaum popisuje základní principy operačního systému Unix a detailně rozebírá zdrojový kód zjednodušeného klonu Unixu nazvaného MINIX. Linusovým cílem bylo vytvořit operační systém unixového typu, který by byl na rozdíl od MINIXu volně šiřitelný a využíval všech možností procesoru Intel 386.

## Biografie
Linus Benedict Torvalds se narodil v hlavním městě Finska, Helsinkách, rodičům Anně a Nilsovi, je po otci vnukem básníka, literárního kritika a novináře Oleho Torvaldse. Jeho rodina pochází ze švédsky mluvící menšiny (v současnosti zhruba 5 %) finské populace. Byl pojmenován po Linusi Paulingovi, americkém držiteli Nobelovy ceny za chemii. Oba jeho rodiče patřili v 60. letech k radikálním studentům Helsinské univerzity (Helsingin yliopisto). Jeho otec, dnes poslanec Evropského parlamentu za Švédskou lidovou stranu, byl komunistou, který strávil v polovině 70. let rok studiem v Moskvě.
Na Linuse měl velký vliv dědeček Leo Törnqvist, který přednášel statistiku na Helsinské univerzitě a začátkem osmdesátých let si koupil osmibitový počítač Commodore VIC-20. Linus se naučil programovat v jazyce BASIC a psal i strojový kód pro procesor 6502. V polovině osmdesátých let závistivě pokukoval po Commodorech 64 svých kamarádů a nakonec si v roce 1987 koupil počítač, Sinclair QL. Pro QL naprogramoval assembler, textový editor a ovladač pro disketovou mechaniku, stejně jako pár počítačových her (např. klon hry Pac Man, nazvaný Cool Man).
V roce 1988 Linus začal studium na Helsinské univerzitě. 5. ledna 1991 si zakoupil na splátky PC AT s 33MHz procesorem Intel 80386 a 4MB paměti a začal pracovat na vývoji Linuxu. V roce 1996 graduoval s magisterským titulem z Informatiky. Svou diplomovou práci, nazvanou Linux: A Portable Operating System („Linux: přenosný operační systém“), napsal v Linuxu.
Je ženatý s Tove Torvaldsovou, šestinásobnou mistryní Finska v karate, kterou poprvé potkal koncem roku 1993. Mají spolu tři dcery – Patricii Mirandu (* 5. prosince 1996), Danielu Yolandu (* 16. dubna 1998) a Celestu Amandu (* 20. listopadu 2000) – mají kočku jménem Randi (zkrácené Mithrandir, což je elfské jméno pro Gandalfa, čaroděje z trilogie Pán prstenů).
Linus se přestěhoval do San José v Kalifornii, kde dlouhou dobu s rodinou žil. V červnu roku 2004 se přestěhovali do Lake Oswego v Oregonu a nakonec do Portlandu (taktéž v Oregonu), aby to měli blíž k místu, kde Linus pracuje.
Od února 1997 do června 2003 pracoval pro Transmeta Corporation a nyní pracuje pro Open Source Development Labs, softwarové konsorcium v Beavertonu (Oregon).

Oblíbený maskot Linuxu

Jeho osobním maskotem je buclatý tučňák přezdívaný Tux, jenž byl komunitou adoptován jako maskot Linuxu.
Linusův zákon (Linus' law), pravidlo inspirované Torvaldsem, ale formulované Ericem S. Raymondem v jeho článku The Cathedral and the Bazaar, zní: „Je-li dost očí, jsou všechny chyby malé.“ (Given enough eyeballs, all bugs are shallow.) Velká chyba se velmi těžko hledá a hledá-li ji hodně lidí, je naděje (a taky už zkušenost), že žádná chyba nebude velká. Oba muži sdílejí filozofii softwaru s otevřeným zdrojovým kódem (open source), jež byla z části (a implicitně) založena na této víře.
Oproti mnoha open source fanatikům se drží Torvalds zpátky a obvykle se zdržuje komentářů ke konkurenčním produktům. Bývá kritizován za svůj neutrální postoj vůči projektu GNU, konkrétně že pracoval na proprietárním softwaru pro společnost Transmeta a že používal a hájil proprietární BitKeeper. Navzdory svému neutrálnímu založení však Torvalds vehementně hájil open source a svobodný software (free software) před pomluvami a neupřímným chováním ze strany prodejců proprietárního softwaru.

## Spojení Linus/Linux
Původně Linus používal operační systém Minix, který později nahradil svým vlastním OS, nazvaným Linux (Linusův Minix). Jméno „Linux“ považoval za příliš egoistické a měl v plánu je změnit na Freax (kombinace slov „free“ (svobodný), „freak“ (výstřední, mimořádný) a písmene X jako označení systému unixového typu). Než však jméno změnil, přemluvil jej kamarád Ari Lemmke, aby jej nahrál na síť a umožnil tak jeho snadné stažení. Ari, nespokojený s názvem Freax, pojmenoval Linusův adresář na FTP serveru Linux.
V srpnu roku 1991 publikoval Linus svůj výtvor v diskusní skupině comp.os.minix.
Současné Linuxové jádro obsahuje jen něco okolo 2 % kódu napsaného samotným Linusem. Navzdory relativní míře jeho přínosu zůstává Linus Torvalds hlavní autoritou v tom, který kód se do jádra dostane. Správu verzí jádra Linuxu provádí pomocí Gitu, jehož je také původním autorem. Torvalds má ve zvyku nezúčastňovat se debat, které se netýkají jádra. Kombinací linuxového jádra a softwaru vyvíjeného mnohými dalšími (převážně pod projektem GNU) vzniká takzvaná Linuxová distribuce. Většina lidí tuto kombinaci označuje prostě Linux, nicméně někteří, včetně Richarda Stallmana, o ní mluví jako o systému „GNU/Linux.“ Torvalds zastává názor, že název „GNU/Linux“ je oprávněný pouze v případě, že vytvoříte distribuci založenou na GNU.
Torvalds je vlastníkem obchodní značky Linux a monitoruje její použití (zneužití) převážně prostřednictvím nekomerční organizace Linux International. Početná a vášnivá uživatelská základna Linuxu však zneužití obchodní značky značně ztěžuje, neboť je rychle odhaleno.

## Ocenění

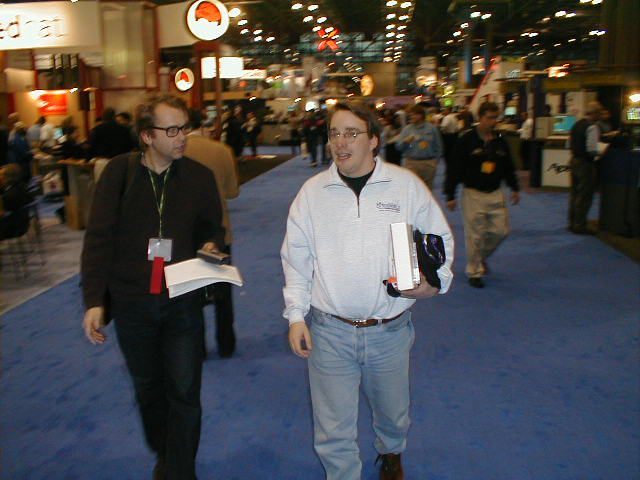
Linus Torvalds na Linuxworldu 2000 v New Yorku

Mnoho fanoušků Linuxu má tendence uctívat Linuse jako určitý druh boha. Ve své knize Just for Fun („Jen tak pro legraci“) si stěžuje, že ho to obtěžuje.
V anketě Person of the Century (Osobnost století) magazínu Time se v roce 2000 umístil na 17. místě. V roce 2001 se podělil o ocenění Takeda Award za společensky/ekonomicky prospěšného člověka s Richardem Stallmanem a Kenem Sakamurou. V roce 2004 byl v magazínu Time označen za jednoho z nejvlivnějších lidí na světě. V anketě o 100 největších Finů všech dob, která se konala v létě 2004, se Torvalds umístil na 16. místě. V roce 2005 se v průzkumu magazínu BusinessWeek objevil mezi nejlepšími manažery světa.
IEEE Computer Society udělila Linusu Torvaldsovi ocenění Computer Pioneer Award za stvoření Linuxu.
| Ocenění a úspěchy | Ocenění a úspěchy             | Ocenění a úspěchy |
| Rok               | Ocenění                       |                   |
| ----------------- | ----------------------------- | ----------------- |
| 2014              | IEEE Computer Pioneer Award   |                   |
| 2012              | Internet Hall of Fame         |                   |
| 2012              | Millennium Technology Prize   |                   |
| 2010              | C&C Prize                     |                   |
| 2008              | Hall of Fellows               |                   |
| 2005              | Vollum Award                  |                   |
| 2001              | Takeda Award                  |                   |
| 2000              | Lovelace Medal                |                   |
| 1998              | EFF Pioneer Award             |                   |
| 1997              | Academic Honors               |                   |
| 1996              | 9793 Torvalds (Asteroid)      |                   |
| 1995              | Running Linux on AlphaStation |                   |

## Osobní život
Linus Torvalds se oženil s Tove Torvalds (rozená Monni) – šestinásobná finská národní mistryně v karate, se kterou se poprvé setkal na podzim roku 1993. Tove a Linus mají tři dcery, Patricia Miranda (narozená 1996), Daniela Yolanda (narozená 1998) a Celeste Amanda (narozená 2000), z nichž se dvě narodily ve Spojených státech. Torvalds sám sebe popisuje jako „úplně náboženského ateistu“. V roce 2010 se stal občanem Spojených států.

## Zajímavosti
Po Linusovi byla pojmenována planetka (9793) Torvalds,
po Linuxu (9885) Linux.
V roce 2015 zveřejnil Linus Torvalds na svém účtu Google+ kritiku na společnost Google, jejíž emailová aplikace Gmail začala Torvaldsovi mylně označovat za spam zprávy od lidí, se kterými udržuje komunikaci. Za spam Gmail označil také zprávy, ve kterých byly požadavky pro vložení zdrojového kódu do linuxového jádra, které dostává opakovaně. Zatímco Google v nedávné době hlásil chybovost pouze na 0,1 %, u Torvaldse to bylo přibližně 30 % chybně označených zpráv a byl následně nucen ručně označit tisíce zpráv a dát tak Googlu vědět, že se o spam nejedná.

#### Rozhovory
- Linux Journal Archivováno 26. 2. 2002 na Wayback Machine. – 1. březen 1994
- Linux Journal – 1. listopad 1999
- Wired Magazine – červenec 2003
- BusinessWeek – 18. srpen 2004
- The Seattle Times – 11. říjen 2004
- CNET News.com – 21. prosinec 2004
- Linux Journal – 2. duben 2019